# Klassifikation nach Cormack und Lehane

Eine solche Sicht während der Laryngoskopie entspricht Cormack/Lehane Grad I

Die Klassifikation nach Cormack und Lehane beschreibt die direkte Sichtbarkeit von Elementen des Kehlkopfes, insbesondere der Stimmritze, unter konventioneller Laryngoskopie während einer endotrachealen Intubation. Dabei wird kein externer Druck mittels Sellick-Handgriff oder BURP-Manöver auf den Kehlkopf ausgeübt.
In der 1984 von Cormack und Lehane vorgeschlagenen Klassifikation unterscheidet man vier Grade. Mit diesen steigt der Schwierigkeitsgrad der Intubation:
I: gesamte Stimmritze einstellbar
II: Stimmritze teilweise sichtbar (hintere Kommissur)
III: Stimmritze nicht einstellbar, nur Epiglottis (Kehldeckel) sichtbar
IV: auch Epiglottis nicht einstellbar, nur Zungengrund sichtbar
Cook et al. schlugen 1996, zu besseren Vergleichbarkeit, eine Unterteilung des 2. Grades in 2a und 2b vor. Yentis und Lee publizierten 1998 die modifizierte Klassifikation mit dieser Gradeinteilung. Die aktuelle Modifikation wurden im Jahr 2000 von Cook veröffentlicht. Bei dieser wird der 3. Grad ebenfalls in "a" und "b" unterschieden:
I: gesamte Stimmritze einstellbar
II: Stimmritze oder hintere Strukturen dieser teilweise sichtbar (hintere Kommissur)
IIa: Stimmritze teilweise zu sehen
IIb: Aryknorpel, bzw. posteriore Strukturen der Stimmritze (ohne Sicht auf die Stimmbänder) darstellbar
III: Stimmritze nicht einstellbar, nur Epiglottis (Kehldeckel) sichtbar
IIIa: Epiglottis durch Laryngoskop oder Führungsstab (z. B. Bougie) aufzurichten
IIIb: Epiglottis durch Manipulation nicht aufzurichten
IV: auch Epiglottis nicht einstellbar, nur Zungengrund sichtbar
Die Korrelation dieser Grade mit präoperativen Hinweisen auf eine schwierige Intubation, insbesondere der Mallampati-Klassifikation, ist nicht sehr hoch. Nicht mehr als die Hälfte dieser Fälle können vor der Narkose erkannt werden.